# Dag Solstad
Dag Solstad, född 16 juli 1941 i Sandefjord, Vestfold fylke, död 14 mars 2025 i Oslo, var en norsk författare. Han erhöll Nordiska rådets litteraturpris 1989.

## Författarskap
Solstad hade olika utgångspunkter i sitt författarskap: modernism, nyenkelheten. Som författare skrev Solstad en modern norsk prosa, som kritiker propagerade han för en fortlöpande förnyelse av litteraturen. Solstads prosa har inslag av både verklighet och overklighet och kommentarer till samtida politiska skeenden, särskilt radikaliseringen av norskt samhällsliv under 1970-talet och turbulensen runt den kommunistiska rörelsen AKP (m-l). I romanen Arild Asnes 1970 ansluter sig titelpersonen till denna maoistiska rörelse och upplever därigenom hänryckning och mening med tillvaron. Solstad var själv medlem i AKP(m-l).[källa behövs]
Romanen 25. septemberplassen som kom 1974 skildrade en arbetarfamilj i det socialdemokratiska Norge från freden 1945 fram till folkomröstningen om EEC 1972. Så följde krigstrilogin Svik. Førkrigsår, Krig. 1940 och Brød og våpen.
I två romaner från 1982 och 1987, Gymnaslærer Pedersens beretning och Roman 1987, återvänder Solstad till miljön runt AKP (m-l). 2006 hade filmen Gymnaslærer Pedersen premiär. För regin svarade Hans Petter Moland.
Runt 1990 förändrades Solstads berättarkonst. Samhället försvinner och det subjektiva träder i förgrunden. Ellevte roman, bok atten handlar om Bjørn Hansen, rullstolsburen, som lurat omvärlden att tro att han är lam. Bjørn Hansens vidare öden skildras i 17. roman. I Genanse og verdighet (i svensk översättning 2006) är huvudpersonen lektor Elias Rukla. Denne försöker lära ut om Ibsen och Vildanden för norska nutida gymnasieelever – utan synnerlig framgång. Kulturen, kanske samhället, förfaller anser Rukla. I romanen 16/07/41 introducerade Solstad sig själv som huvudperson. Läsaren möter bland annat författaren, som i slutet av sin författarbana ser tillbaka på händelser i sin uppväxt.

## Priser och utmärkelser
- 1969 – Mads Wiel Nygaards legat
- 1969 – Kritikerpriset för Irr! Grønt!
- 1982 – Språklig samlings litteraturpris
- 1989 – Nordiska rådets litteraturpris för Roman 1987
- 1992 – Kritikerpriset för Ellevte roman, bok atten
- 1996 – Doblougska priset
- 1996 – Gyldendalpriset
- 1998 – Brageprisets Hederspris
- 1999 – Kritikerpriset för T. Singer
- 2001 – Vestfolds litteraturpris
- 2004 – Aschehougpriset
- 2006 – Bragepriset för Armand V. Fotnoter til en uutgravd roman
- 2007 – Vestfold fylkeskommunes konstnärspris
- 2017 – Svenska Akademiens nordiska pris

### Romaner
- 1969 – Irr! Grønt!
- 1971 – Arild Asnes, 1970
- 1974 – 25. septemberplassen
  - På svenska 1977: 25 septemberplatsen, översättning Jan Stolpe
- 1977 – Svik. Førkrigsår
  - På svenska 1979: Svek, översättning Jan Stolpe
- 1978 – Krig. 1940
  - På svenska 1981: Krig, översättning Jan Stolpe
- 1980 – Brød og våpen
  - På svenska 1983: Bröd och vapen, översättning Jan Stolpe
- 1982 – Gymnaslærer Pedersens beretning om den store politiske vekkelse som har hjemsøkt vårt land
  - På svenska 1985: Gymnasielärare Pedersens redogörelse för den stora politiska väckelsen som har hemsökt vårt land, översättning Hans O. Sjöström
- 1984 – Forsøk på å beskrive det ugjennomtrengelige
  - På svenska 1997: Ett försök att beskriva det ogenomträngliga, översättning Lars Andersson
- 1987 – Roman 1987
  - På svenska 1989: En norsk man, översättning Hans O. Sjöström
- 1990 – Medaljens forside
- 1992 – Ellevte roman, bok atten
  - På svenska 2012: Elfte romanen, artonde boken, översättning Cajsa Mitchell (i samtryck med 17:e romanen)
- 1994 – Genanse og verdighet
  - På svenska 2005: Genans och värdighet, översättning Lars Andersson
- 1996 – Professor Andersens natt
  - På svenska 1998: Professor Andersens natt, översättning Jan Stolpe
- 1999 – T. Singer
  - På svenska 2002: T. Singer, översättning Lars Andersson
- 2002 – 16/07/41
- 2006 – Armand V. : Fotnoter til en uutgravd roman
  - På svenska 2009: Armand V.: fotnoter till en outgrävd roman, översättning Lars Andersson
- 2009 – 17. roman
  - På svenska 2012: 17:e romanen, översättning Lars Andersson  (i samtryck med Elfte romanen, artonde boken)
- 2013 – Det uoppløselige episke element i Telemark i perioden 1591–1896[2]
- 2019 – Tredje, og siste, roman om Bjørn Hansen
  - På svenska 2022: Tredje, och sista, romanen om Bjørn Hansen, översättning Lars Andersson

### Noveller och kortprosa
- 1965 – Spiraler (noveller)
- 1967 – Svingstol (prosatexter)

### Teaterstycken
- 1968 – Georg: sit du godt? (tillsammans med Einar Økland)
- 1975 – Kamerat Stalin, eller familien Nordby

### Artikelsamlingar
- 1977 – Tilbake til Pelle Erobreren (artiklar)
- 1983 – Sleng på byen (petiter)
- 1993 – 14 artikler på 12 år
- 2004 – Artikler 1993–2004
- 2015 – Artikler 2005–2014
- 2021 – Artikler om litteratur 2015–2021

### Facklitteratur
Tillsammans med författaren Jon Michelet har Dag Solstad även skrivit böcker om VM-slutspelen i fotboll. De rapporterade från Världsmästerskapet i fotboll 1982, 1986, 1990, 1994 och 1998. I Norge har dessa böcker sålt stora upplagor. Medaljens forside skrev Solstad som ett beställningsverk av industriföretaget Akers Mekaniske verksted.

## Böcker om Solstads författarskap
- Landro, Jan H.: Jeg er ikke ironisk – samtaler med Dag Solstad (2001)
- van der Hagen, Alf: Dag Solstad : uskrevne memoarer (2013)